# Tobias Steinhauser
Tobias Steinhauser (Lindenberg im Allgäu, Baviera, 27 de gener de 1972) va ser un ciclista alemany que fou professional entre 1996 i 2005.

## Palmarès
- 1994
  - 1r a la Volta a Eslovènia
- 1995
  - 1r al Giro de les Regions i vencedor d'una etapa
- 1997
  - Vencedor de 3 etapes a la Volta a Saxònia
- 2000
  - 1r al Giro del Llac Maggiore
  - 1r a la Volta a Hessen
  - 1r al Rapport Toer i vencedor d'una etapa
- 2002
  - Vencedor d'una etapa a la Volta a Suïssa

### Resultats al Tour de França
- 1996. 113è de la classificació general
- 2003. Abandona (11a etapa)
- 2005. 81è de la classificació general

### Resultats al Giro d'Itàlia
- 1997. Abandona